# Paśnik malwowiec
Paśnik malwowiec (Plagionotus bobelayei) – gatunek chrząszcza z rodziny kózkowatych i podrodziny kózkowych (Cerambycinae).

## Taksonomia
Gatunek ten opisany został po raz pierwszy w 1817 roku przez Michaela Friedricha Adamsa pod nazwą Callidium speciosum. Nazwa ta została jednak nadana w 1787 roku przez Davida Hinricha Schneidera płotnikowi okazałemu (obecnie klasyfikowanemu w rodzaju Isotomus). W 1832 roku przez Gasparda Auguste’a Brullé jako Clytus bobelayei i to ten epitet gatunkowy uznaje się za obowiązujący, choć w 2016 roku Hüseyin Özdikmen i Mohammed Anwar Ali proponowali powrót do epitetu speciosum twierdząc, że homonimia nie występuje po przeniesieniu gatunku opisanego przez Schneidera do innego rodzaju.
W 2005 roku Denis Giermanowicz Kasatkin podzielił rodzaj Plagionotus na podstawie analizy endofallusów na 3 podrodzaje, wyznaczają P. bobelayei gatunkiem typowym podrodzaju Neoplagionotus. Takson ten bywa różnie traktowany: Gianfranco Sama w 2008 zsynonimizował go z Plagionotus, Özdikmen traktuje go jak podrodzaj, natomiast Michaił Danilewski jako osobny rodzaj, stąd spotkać go można pod różnymi kombinacjami nazw.
W obrębie tego gatunku wyróżnia się trzy podgatunki:
- Plagionotus bobelayei bobelayei Brullé, 1832
- Plagionotus bobelayei huseyini Lazarev, 2016
- Plagionotus bobelayei mouzafferi Pic, 1905

## Opis
Chrząszcz o ciele długości od 11 do 24 mm. Tarczkę ma żółto owłosioną. Jego pokrywy są czarne z pięcioma poprzecznymi, falistymi przepaskami z jasnożółtych włosków. Druga spośród przepasek dochodzi przy szwie w pobliże tarczki. Wierzchołki pokryw są zaokrąglone. Odnóża mają czerwonawy kolor i porośnięte są żółtawym opyleniem.
P. b. mouzafferi różni się od pozostałych podgatunków przeciętnie większymi rozmiarami ciała, szerszymi przepaskami na pokrywach oraz grubszymi czułkami. P. b. bobelayei wyróżnia się od pozostałych podgatunków stosunkowo małą kropką wierzchołkową na pokrywach, dość mocno oddaloną od kropki przedwierzchołkowej oraz silnie rozszerzoną czarniawą przepaską w tylnej części przedplecza. U P. b. mouzafferi owa przepaska na przedpleczu jest silnie zwężona, a u P. b. huseyini może nawet całkiem zanikać i wówczas cały tył przedplecza jest owłosiony żółto.

## Biologia i występowanie
Owady dorosłe obserwuje się od kwietnia lub maja do lipca. Larwy przechodzą rozwój w korzeniach malw i prawoślazów. Cykl życiowy jest jednoroczny.
Owad palearktyczny o rozsiedleniu turańsko-sarmacko-pannońskim. Znany jest z Hiszpanii, Macedonii Północnej, Grecji, Bułgarii, Rumunii, Ukrainy, Krymu, europejskiej części Rosji, Turcji, Kaukazu, Gruzji, Armenii, Azerbejdżanu Turkmenistanu, Jordanii, Syrii, Izraela, Iraku oraz Iranu. Podgatunek nominatywny zasiedla Bałkany i Turcję. Podgatunek P. b. huseyini występuje od Ukrainy przez Kaukaz, Turcję i Zakaukazie po Azję Środkową i Iran. P. b. mouzafferi zasiedla Turcję, Lewant, Irak i Iran.